# Mohamed Ali Rashwan
Mohamed Ali Rashwan, född den 16 januari 1956 i Alexandria, Egypten, är en egyptisk judoutövare.
Han tog OS-silver i herrarnas öppna klass i samband med de olympiska judotävlingarna 1984 i Los Angeles.